# Герцогиня из Чикаго
«Герцогиня из Чикаго» (или «Герцогиня Чикагская», нем. Die Herzogin von Chicago) — оперетта в двух действиях, с прологом и эпилогом, австро-венгерского композитора Имре Кальмана. Авторы либретто: Юлиус Браммер и Альфред Грюнвальд.
Премьера оперетты состоялась в венском театре «Ан дер Вин» 5 апреля 1928 года и была успешной, спектакль выдержал 372 представления. В главных ролях выступили Губерт Маришка и Рита Георг, среди 11 статисток была будущая жена Кальмана Вера Макинская. Некоторое время оперетту ставили в США и в других странах, после войны эта оперетта была забыта вплоть до 1997 года, когда интерес к ней возобновился, в Чикаго, Вене, Петербурге, Екатеринбурге, во многих других странах и городах были созданы новые спектакли и записи.
Музыка «Герцогини из Чикаго», как и предшествующей ей «Баядеры» (1921 года) отражает творческие поиски автора, стремление к сочетанию традиционной лирической венской музыки с популярной танцевальной первой четверти XX века — джазом, чарльстоном, фокстротом, американским мюзиклом. Кальман был восторженным почитателем джаза; в том же 1928 году, когда он писал «Герцогиню из Чикаго», в доме Кальмана жил американский гость, Джордж Гершвин. «Герцогиня из Чикаго» считается «самой танцевальной» опереттой Кальмана. Присутствуют в ней, впрочем, и обычные для Кальмана венгерские мотивы.

## Основные действующие лица
Либретто оперетты представляет собой политическую сатиру — как на американские, так и на европейские реалии 1920-х годов; последние отнесены к восточноевропейским странам с вымышленными названиями Сильвария и Морения.
| Имя персонажа                                      | В оригинале                | Голос              |
| -------------------------------------------------- | -------------------------- | ------------------ |
| Король Сильварии Панкрац ХХVII                     | Pankraz XXVII von Sylvaria | тенор              |
| Принц Шандор Борис, наследник трона Сильварии      | Sandor Boris               | лирический тенор   |
| Мисс Мэри Ллойд, чикагская миллионерша             | Miss Mary Lloyd            | лирическое сопрано |
| Принцесса Морении Розмари Сонюшка                  | Rosemarie Sonjuschka       | сопрано            |
| Джеймс Бонди, секретарь Мэри                       | James Bondy                | тенор-буффо        |
| Граф Боязович, министр финансов Сильварии          | Bojazowitsch               | тенор              |
| Граф Негреско, адъютант Шандора                    | Negresco                   | разговорный        |
| Бенджамин Ллойд, отец Мэри                         | Benjamin Lloyd             | разговорный        |
| Гости, офицеры, девушки, музыканты, трубачи, слуги |                            |                    |

## Сюжет
Чикагская миллионерша мисс Мэри Ллойд, член «Клуба эксцентричных юных леди», заключила пари со своими подругами по клубу — кто из них сможет купить самое дорогое, что есть  в Европе. Тем временем во вконец обанкротившемся европейском государстве Сильварии принц Шандор Борис и его министры пытаются сохранить мир в королевстве, а для этого нет средства лучше, чем королевская свадьба. Принц заключает брачный договор со своей давней приятельницей Розмари, принцессой соседней страны Морения, хотя любви между ними нет. Сам король проводит время в Монте-Карло и Париже.
В ходе осуществления пари Мэри приезжает в Будапешт, где встречает элегантного молодого человека и принимает его за принца. На самом деле это был адъютант принца Негреско, а настоящий принц выдал себя за адъютанта. Адъютант ей нравится больше, хотя Шандор предпочитает венские вальсы, а Мэри — чарльстон. Прибыв в Сильварию, Мэри покупает королевский дворец и шокирована, узнав истинную личность её друга, лже-адъютанта. Она решает, что купив дворец, она также заполучила в комплекте с ним и принца. 
Бонди и бывшая невеста принца Розмари понимают, что они влюблены, и аналогичное открытие делают Мэри и принц (невзирая на разногласия по поводу танцев). Но когда принц читает письмо, которое Мэри написала к отцу, он оскорблён впечатлением, что она просто покупает его, и возвращается к прежним брачным планам. Но после известия, что Бонди и принцесса Розмари сбежали, он оказывается в тупике. Положение пытается исправить вернувшийся король, но Мэри отвергает его ухаживание.
Появляется американский продюсер, который объявляет, что решил снять грандиозный фильм о Мэри и принце, но требует обеспечить счастливый романтический конец. Все участники с облегчением соглашаются. Вопрос с танцами (вальс или чарльстон) также закончился компромиссом — все танцуют фокстрот.

## Музыкальные номера
Пролог
- 1. Introduction (Chorus)
  - Charleston, Charleston tanzt man heut!
- 1a. Stage Music
- 1b. Stage Music (Jazz-Parody)
- 2. Song (Song of Vienna) (Prinz, Officers, Chorus)
  - Verse Das Wienerlied, so süß und weich ist wie ein Gruß von Himmelreich,
  - Refrain Wiener Musik, Wiener Musik konntest die Welt einst betönen!
- 2a. Stage Music
- 3. Ensemble (Mary, Chorus)
  - Verse Mary, so sprach mein Papa, Mary, wir haben es ja!
  - Refrain Wir Ladies aus Amerika sind auch verliebt so hie und da!
- 4. Finale (Mary, Prinz, Primas, Officers, Chorus)
  - Verse Bobby, jetzt spiel’ mir was auf!
  - Verse Ein Wienerlied so süβ und weich ist wie ein Gruß von Himmelreich;
  - Verse Siegreich blieb wieder der Charleston!
  - Refrain Yazz, das ist die Mode, die Methode, immer nur Yazz,
  - Verse Hör’ ich deine Geige wieder, denk’ ich an die alten Lieder,
  - Refrain Das war’n noch Zeiten!

Акт I
- 4a. Entr’acte
- 5. Hymn (Chorus)
  - Machtvoll braust der Heimat Lied dir zu Ehren heut’!
- 5a. March Song (Prinz, Children)
  - Verse Herr Erbprinz, wir stellen gehorsamst uns vor!
  - Refrain Wenn die Garde schneidig durch die Stadt marschiert,
- 6. Duet (Mary, Bondy)
  - Verse Lichtreklamen, Riesenlettern abends auf-und abwärtsklettern,
  - Refrain Und in Chicago, wissen sie, was sich da tut!
- 7. Duet (Rosemarie, Prinz)
  - Verse Wärest du kein Prinzeßchen, ein Mädel aus kleinem Gäβchen,
  - Refrain O Ros'marie, o Ros’marie!
- 8. Musical Scene and Duet (Mary, Prinz)
  - Vienna Musik, Vienna Musik!
  - Verse Komm, Prinzchen, komm her, o du gefällst mir, du gefällst mir sehr!
  - Refrain Armer Prinz, armer Prinz, tust mir leid!
- 9. Duet (Rosemarie, Bondy)
  - Verse Wenn ich eine kleine Frau hätt, ach die hätt es wirklich gut.
  - Refrain Ach das wär’ fein, Mister Bondy! Das wär’ gut, Mister Bondy!
- 10. Finale I (Mary, Prinz, Bondy, Bojazowitsch, Perolin,
  - Negresco, Officers, Minister, Chorus)
  - Wie sich’s schickt von feinen Leuten,

Акт II
- 10a. Entr’acte
- 11a. Introduction
- 11b. Song and Dance (Mary)
  - Verse Mary kam vom gold’nen Strande, aus dem fernen Wunderlande,
  - Refrain Ein kleiner Slowfox mit Mary bei Cocktail und Sherry, das wär so mein Ideal!
- 12. Duet (Mary, Prinz)
  - Verse Der Walzer ist des Lebens schönste Melodie,
  - Refrain Den Walzer hat der Herrgott für Verliebte nur er dacht,
- 13. Ensemble (Mary, Friends, Mister Lloyd, Chorus)
  - Refrain Wir Ladies aus der neuen Welt,
- 14. Duet (Rosemarie, Bondy)
  - Verse Warum fühl’ ich mich so kreuzfidel und so froh,
  - Refrain Ja, im Himmel spielt auch schon die Jazzband, alle Englein tanzen Fox!
- 15. Duet (Mary, Prinz)
  - Verse Wenn der Sonne Flammenschein abends am Missouri glüht,
  - Refrain Komm in mein kleines Liebesboot, du...Rose der Prairie!
- 16. Finale II (Mary, Friends, Rosemarie, Prinz,
  - Bondy, Mister Lloyd, Bojazowitsch,
  - Perolin, Officers, Chorus)
  - Seid umschlungen ihr Millionen, heute gibt’s noch Sensationen,

Эпилог
- 16a. Entr’acte
- 16b. Introduction (Chorus)
  - Charleston, Charleston tanzt die Welt,
- 16c. Reprise (Prinz)
  - Refrain Das war’n noch Zeiten!
  - Refrain Wiener Musik, Wiener Musik, konntest die Welt einst betören…
  - Refrain Komm, in mein kleines Liebesboot, du…Rose der Prairie!
- 17. Duet (Mary, Pankraz)
  - Verse Oh, Majestät, ich bin entzückt,
  - Refrain Voulez vous Hoppsassachen, voulez vous mit Papachen
- 18. Final Song (Mary, Prinz, Officers, Chorus)
  - Refrain Ein kleiner Slowfox mit Mary bei Cocktail und Sherry, das wär’ so mein Ideal!

## Некоторые постановки в России
В СССР «Герцогиня из Чикаго»» до перестройки ни в одном ведущем театре поставить не удалось, хотя в антрепризах она иногда встречалась (под разными названиями). Тем не менее записи некоторых музыкальных номеров из этой оперетты распространялись на грампластинках и звучали по радио. В 1990 году оперетту поставил Краснодарский театр оперетты.
В XXI веке постановка оперетты состоялась в нескольких театрах России.
- (2007) Санкт-Петербургский театр музыкальной комедии[5].
- (2012) Свердловский театр музыкальной комедии, Екатеринбург[4][7].
- (2013) Саратовский театр оперетты[8].

Ещё одна постановку осуществил Железногорский театр оперетты (Красноярский край).